# 高橋信也 (実業家)
高橋 信也（たかはし しんや、1972年11月8日 - ）は、日本の実業家。株式会社マネジメントソリューションズ創業者・代表取締役会長。

## 人物・来歴
福岡県出身。福岡県立修猷館高等学校を経て、上智大学経済学部卒業。大学では組織論のゼミで日本的経営を研究した。大学卒業後、アンダーセン コンサルティング（現アクセンチュア）入社。1999年アーンスト&ヤングコンサルティング入社。2003年ソニーグローバルソリューションズ入社。2004年日本キャップジェミニ入社。2005年マネジメントソリューションズを設立し、同社代表取締役に就任。2012年マネジメントソリューションズ代表取締役社長就任。2024年マネジメントソリューションズ代表取締役会長。

## 著書
- 『PMO導入フレームワーク　～プロジェクトを成功に導く、人・組織・プロセス・ツール～』生産性出版 2010年
- 『コンサルタントになれる人、なれない人』プレジデント社 2016年